# آنتونیو اسئیسا
آنتونیو اِسـِـئیسا (اسپانیایی: Antonio Eceiza‎؛ ۱۴ سپتامبر ۱۹۳۵ – ۱۵ نوامبر ۲۰۱۱) کارگردان فیلم، فیلم‌نامه‌نویس و تهیه‌کننده فیلم اهل اسپانیا بود.
از فیلم‌ها یا مجموعه‌های تلویزیونی که وی در آن‌ها نقش داشته است، می‌توان به آخرین ملاقات اشاره نمود.